# Flamenco à 5 h 15
Pour plus de détails, voir Fiche technique et Distribution.
Flamenco à 5 h 15 (titre original : Flamenco at 5:15) est un court métrage documentaire canadien produit en 1983 pour l'Office national du film du Canada.
Il a remporté l'Oscar du meilleur court métrage documentaire en 1984.

## Synopsis
Le documentaire observe le déroulement d'un cours de danse de flamenco qui a lieu au National Ballet School of Canada (en).

## Fiche technique
- Producteurs : Cynthia Scott, Kathleen Shannon et Adam Symansky
- Production : Office national du film du Canada
- Durée : 29 minutes
- Date de sortie : 
  - États-Unis : 1983

## Distribution
- Susana Robledo
- Antonio Robledo